# Jure Karamarko
Jure Karamarko (1986.), hrvatski književnik iz Zadra. Piše romane. Osebujna je pojava na hrvatskom književnom nebu. Poznat po t.zv. navijačkim romanima. Jedan od rijetkih navijačkih autora na svijetu koji pišu izmišljene navijačke romane koji čitatelje navode da ulaze u priču, zamisle sebe i ljude oko sebe u svim radnjama koje se opisuju. Piše i o problematici represije prema navijačkom pokretu. Do pisanja je došao preko internetskih foruma i blogova. Kako mu je sve maanje prijao način komunikacije gdje si je branio stavove ili uvjerenja, dok je nasuprot tome raspravljam se je ljudima iza nadimaka, okrenuo se pisati blogove, gdje je napisao što misli i zaključi sve, bz potrebe za daljnjim raspravama. U svojim temama, knjigama, blogovima i tekstovima postavlja samo kao onaj koji novinarski pristupa navijačkoj tematici. Navijačkim očima prilazi temi i analizira ih s tre strane. Intenzivno je angažiran u javnom pisanju i javnoj obrani navijačkog poretka u zemlji. Razvijao je stil pisanja za specifičnu navijačku publiku preko svojih blogova, od kojih su neki otisnuti u knjige. Najstariji blog je Ispod tepiha. Slijedi blog Zadnji trzaj koji je prenesen u knjigu. Niz se je nastavio do bloga Od subote do subote. Prvi navijački roman koji je napisao naslova je Grafičar. Slijedi nastavak romana, a naslovio ga je Genova. Stilom zreliji roman je sljedeći roman #KRADLJIVCISNOVA (2015.). Nakon njega napisao je roman Posljednja generacija istoka, u kojem je zabilježio sva sjećanja s utakmica koje su se igrale u dvorani Jazine. a u samo mjesec dana romane Zara (2018.) i Padobran. Nakon Zare kojim je osvojio čitateljsku pozornost, dobio ugovore s knjižarom i zaradio odlične kritike struke, 2018. je objavio objavio zbirku priča Huligan Pero. Huligan Pero je imaginarni lik koji je navijač, a za kojeg cijelo društvo, automatski čim je navijač, misli i da je delinkvent i huligan. 2019. godine objavio je nastavak Zare, hit-romana o mladenačkoj ljubavi dvoje Zadrana isprepletena s pričom o ljubavi prema košarci. Nastavak je naslovio Zara 2. Osim beletristike, napisao je jedno obrazovno djelo za ugostitelje 352 dana u lokalu. Poruke s bloga Posljednji trzaj prenio je u knjigu. Roman Zara izašao je i u zvučnoj inačici. Karamarko je svoj roman pročitao i objavio na svom kanalu na YouTubeu.

## Vanjske poveznice
- Službene stranice  Arhivirana inačica izvorne stranice od 28. siječnja 2020. (Wayback Machine)
- YouTube